# Wilhelm Hambüchen

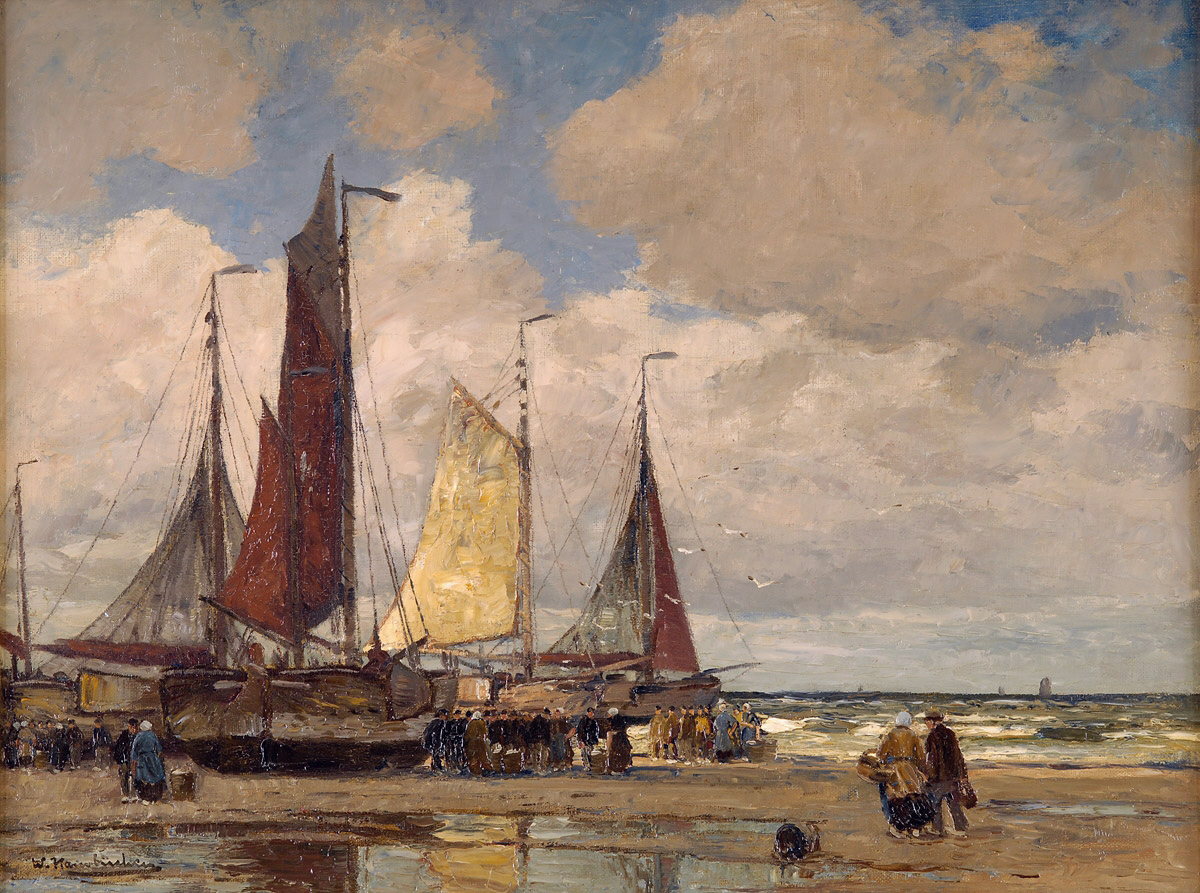
Fischervolk beim Entladen der Boote, Katwijk.

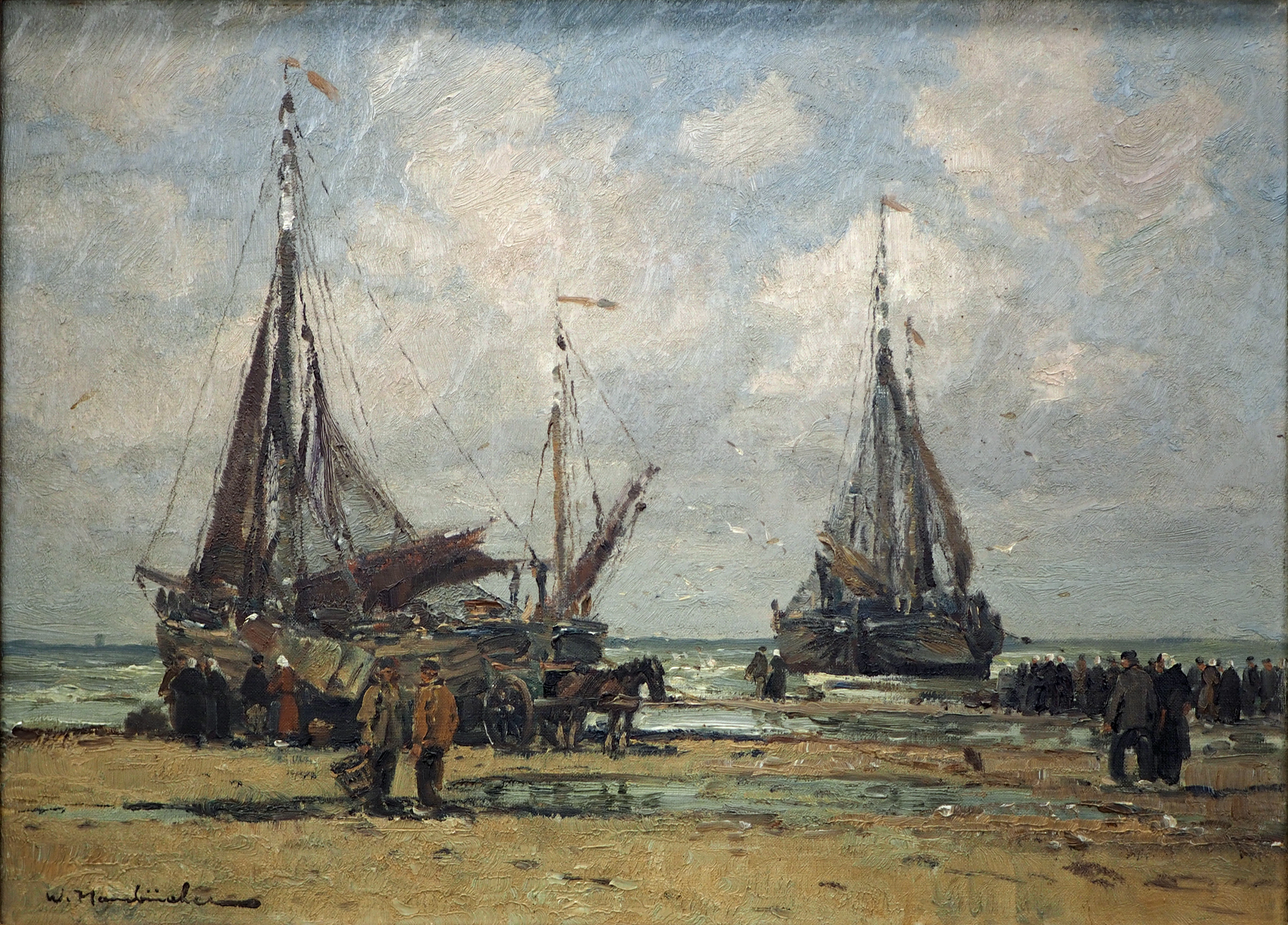
Fischerboote am Strand.

Wilhelm Hambüchen (Düsseldorf, 8 augustus 1869 - aldaar, 5 september 1939) was een Duits kunstschilder. Hij schilderde vaak in het Noordzeegebied en specialiseerde zich in strand- en zeegezichten.

## Leven en werk
Hambüchen bezocht de Kunstgewerbeschule in Düsseldorf en begon zijn loopbaan als decoratie-en theaterschilder. Vanaf 1895 begon hij te werken als zelfstandig kunstenaar, aanvankelijk als landschapsschilder. In 1898 reisde hij met collega-schilder George Hacker naar de Belgische kust en sindsdien specialiseerde zich in strand- en zeegezichten. Tot aan de Eerste Wereldoorlog zou jij jaarlijks in de zomers terugkeren naar de Noordzeekust. In 1898 was hij met zijn vriend Max Clarenbach in Walcheren. In elk geval in 1905, 1906 en 1908 werkte hij in Katwijk aan Zee en vervolgens tot 1914 ook regelmatig in Nieuwpoort.
Hambüchen wordt gerekend tot de Düsseldorfer Schule en schilderde in een impressionistische stijl. Met brede en losse penseelstreken schilderde hij de bomschuiten, het strand met grootse wolkenpartijen en de vissersbevolking in de branding, na de vangst. De invloed van Hendrik Willem Mesdag en daarmee van de Haagse School is duidelijk herkenbaar.
Hambüchens zoon Georg werd eveneens kunstschilder. Hij overleed in 1939 op 70-jarige leeftijd. Werk van zijn hand is in het bezit van het Kunstmuseum Düsseldorf en het Katwijks Museum.

## Noot
1. ↑  Jaren van verblijf zijn niet heel precies vast te stellen.

- Gemeinsame Normdatei: 173544827
- International Standard Name Identifier: 0000 0000 7014 4502
- RKD-Nederlands Instituut voor Kunstgeschiedenis: 35598
- Union List of Artist Names: 500018442
- Virtual International Authority File: 95794257
- WorldCat: E39PBJfGR6YqfhKrHkx46FFHYP